# Linea Ui
La Linea Ui (우이 신설선, 牛耳新設線 Ui sinseol-seon) della metropolitana di Seul è una linea di metropolitana leggera che dal 2 settembre 2017 collega al centro le zone a nord della città di Seul. Nel 2009 sono iniziati i lavori di costruzione. La linea ha una lunghezza di 11.4 km con 13 stazioni, ma è previsto un ulteriore allungamento futuro verso est, per raggiungere il centro cittadino.

## Stazioni
| Numero stazione | Nome in inglese                     | Nome in Hangŭl | Nome in hanja | Collegamenti        | Distanza in km | Distanza totale | Posizione | Posizione     |
| L01             | Bukhansan Ui                        | 북한산우이     | 北韓山牛耳    |                     | -              | 0.0             | Seul      | Gangbuk-gu    |
| L02             | Solbat Park                         | 솔밭공원       | 솔밭公園      |                     | 0.8            | 0.8             | Seul      | Gangbuk-gu    |
| L03             | April 19th National Cemetery        | 4.19민주묘지   | 4.19民主墓地  |                     | 0.7            | 1.5             | Seul      | Gangbuk-gu    |
| L04             | Gaori                               | 가오리         | 加五里        |                     | 0.9            | 2.4             | Seul      | Gangbuk-gu    |
| L05             | Hwagye                              | 화계           | 華溪          |                     | 0.8            | 3.2             | Seul      | Gangbuk-gu    |
| L06             | Samyang                             | 삼양           | 三陽          |                     | 0.8            | 4.0             | Seul      | Gangbuk-gu    |
| L07             | Samyangsageori                      | 삼양사거리     | 三陽四거리    |                     | 0.6            | 4.6             | Seul      | Gangbuk-gu    |
| L08             | Solsaem                             | 솔샘           |               |                     | 0.7            | 5.3             | Seul      | Gangbuk-gu    |
| L09             | Bukhansan Bogungmun                 | 북한산보국문   | 北漢山輔國門  |                     | 1.2            | 6.5             | Seul      | Seongbuk-gu   |
| L10             | Jeongneung                          | 정릉           | 貞陵          |                     | 1.2            | 7.7             | Seul      | Seongbuk-gu   |
| L11             | Sungshin Women's University Station | 성신여대입구   | 誠信女大入口  | ● Linea 4           | 1.2            | 8.9             | Seul      | Seongbuk-gu   |
| L12             | Bomun                               | 보문           | 普門          | ● Linea 6           | 0.8            | 9.9             | Seul      | Seongbuk-gu   |
| L13             | Sinseol-dong                        | 신설동         | 新設洞        | ● Linea 1 ● Linea 2 | 1.0            | 11.4            | Seul      | Dongdaemun-gu |